# The Broken Coin (film, 1915)
Pour les articles homonymes, voir The Broken Coin.
Pour plus de détails, voir Fiche technique et Distribution.
The Broken Coin est un serial américain muet en 22 chapitres réalisé par Francis Ford, sorti en 1915.

## Fiche technique
- Titre original : The Broken Coin
- Réalisation : Francis Ford
- Assistant : Jack Ford[1]
- Scénario : Grace Cunard, d'après une histoire d'Emerson Hough
- Photographie : R. E. Irish et Harry McGuire Stanley
- Société de production : Universal Film Manufacturing Company
- Pays de production :  États-Unis
- Format : Noir et blanc - 35 mm - 1,33:1 - Film muet
- Genre : aventure
- Durée : 440 minutes (22 épisodes)
- Date de sortie : États-Unis : 14 juin 1915 (1er épisode)[2]

## Distribution

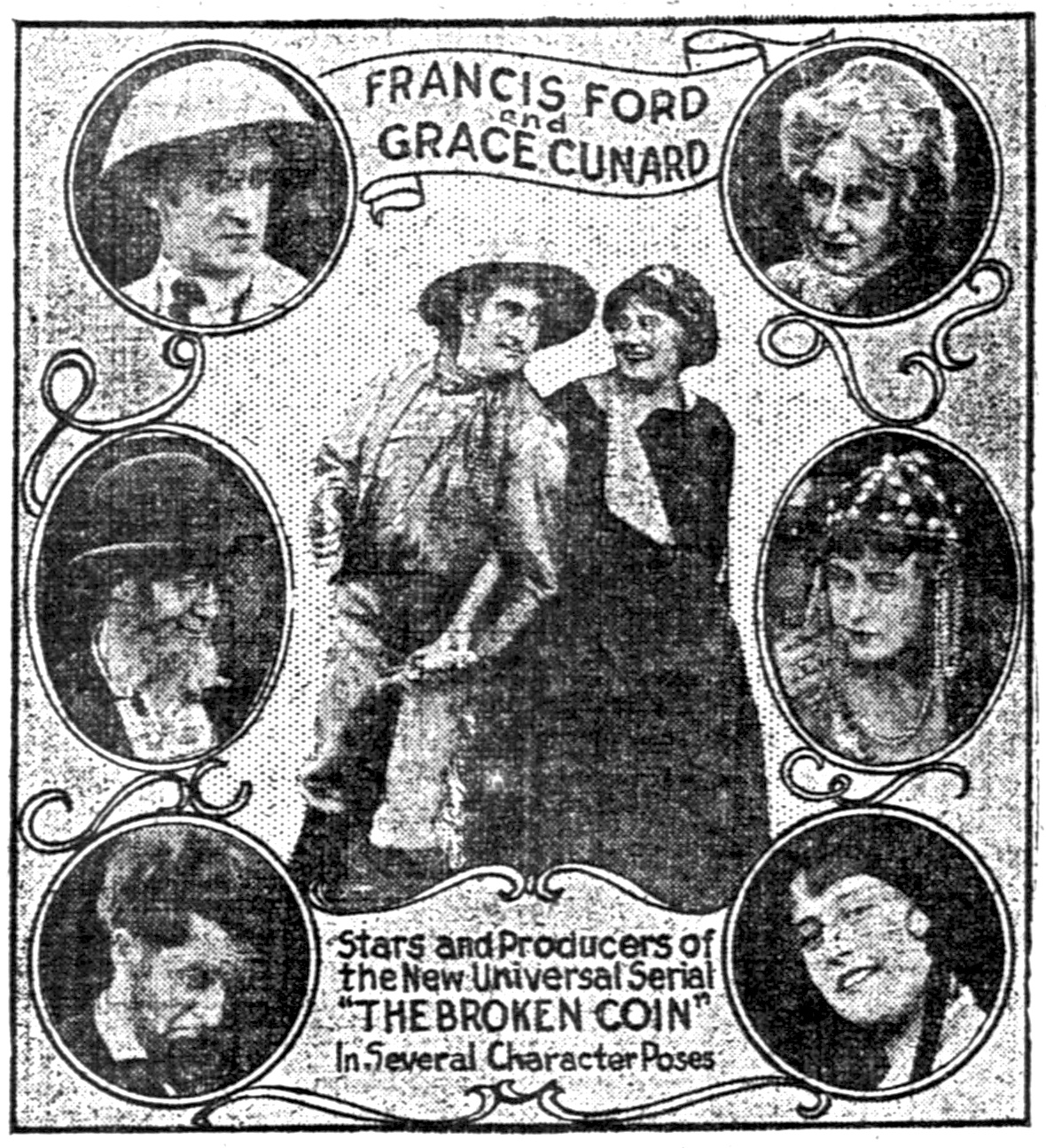
Illustration d'un article de journal paru en 1915.

- Grace Cunard : Kitty Gray
- Francis Ford : le comte Frédéric
- Eddie Polo : Roleau
- Harry Schumm : le roi Michel II
- Ernest Shields : le comte Sacchio
- Jack Ford
- W.C. Canfield
- Reese Gardiner
- Doc Crane
- Harry Mann
- Victor Goss
- Lew Short
- George Utell
- Bert Wilson
- Jack Holt
- Neil Hardin

## Liste des épisodes
1. The Broken Coin
2. The Satan of the Sands
3. When the Throne Rocked
4. The Face at the Windows
5. The Underground Foe
6. A Startling Discovery
7. Between Two Fires
8. The Prison in the Palace
9. Room 22
10. Cornered
11. The Clash of Arms
12. A Cry in the Dark
13. War
14. On the Butterfield
15. The Deluge ou The Meanest of Them All
16. Kitty in Danger
17. The Castaways
18. The Underground City
19. The Sacred Fire
20. Between Two Fires
21. A Timely Rescue
22. An American Queen[2]

## Autour du film
- Le film est considéré comme perdu selon SilentEra.